# Chlorure de manganèse(II)
Le chlorure de manganèse(II) désigne une série de composés chimiques de formule MnCl2(H2O)x, où la valeur de x peut être 0, 2 ou 4. Le tétrahydrate de formule MnCl2·4H2O est la forme la plus courante du "chlorure de manganèse(II)". Il existe aussi une forme anhydre et un dihydrate de formule MnCl2·2H2O. Comme beaucoup de composés Mn(II), ces sels sont roses, la pâleur de la couleur étant caractéristique des complexes des métaux de transition avec des configurations à haut spin d5. C'est un sel paramagnétique.

## Préparation
Le chlorure de manganèse est produit en traitant l'oxyde de manganèse(IV) avec de l'acide chlorhydrique concentré.
MnO2 + 4 HCl → MnCl2 + 2 H2O + Cl2
Cette réaction fut utilisée par le passé pour la production de chlore. En neutralisant soigneusement la solution résultante avec du MnCO3, on peut faire précipiter sélectivement les sels de fer, qui sont des impuretés communes du dioxyde de manganèse.

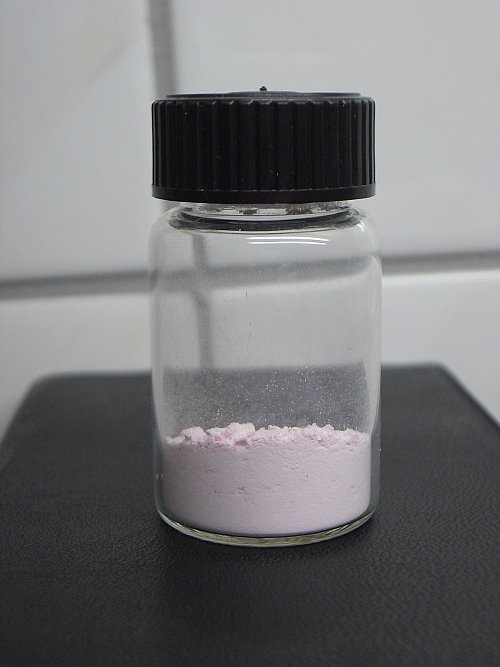
Échantillon de MnCl_{2} anhydre.

Au laboratoire, le chlorure de manganèse peut être préparé en traitant du manganèse métal ou du carbonate de manganèse(II) avec de l'acide chlorhydrique :
Mn + 2 HCl + 4 H2O → MnCl2(H2O)4 + H2
MnCO3 + 2 HCl + 3 H2O → MnCl2(H2O)4 + CO2

### Structures
Le MnCl2 anhydre adopte une structure en couche de type chlorure de cadmium. Le tétrahydrate est constitué de molécules octaédriques cis-Mn(H2O)4Cl2. L'isomère trans, qui est métastable, existe également,. Le dihydrate MnCl2(H2O)2 est un polymère de coordination. Chaque centre Mn est coordonné à quatre ligands chlorure doublement pontants. L'octaèdre est complété par une paire de ligands aqueux trans.

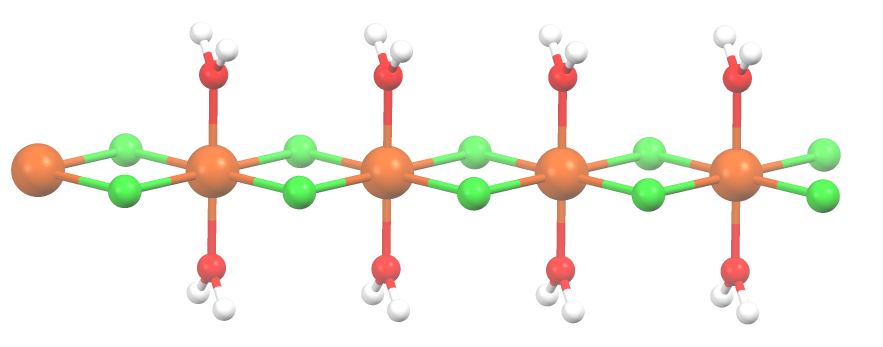
Sous-unité du réseau MnCl_{2}(H_{2}O)_{2}.

## Propriétés chimiques
L'hydrate se dissout dans l'eau pour donner des solutions faiblement acides ayant un pH autour de 4. Ces solutions contiennent le complexe de métal aqueux [Mn(H2O)6]2+.
C'est un acide de Lewis faible, réagissant avec les ions chlorure pour produire une série de solides contenant les ions suivants [MnCl3]−, [MnCl4]2− et [MnCl6]4−. [MnCl3]− et [MnCl4]2− sont tous deux polymériques.
Par traitement avec des ligands organiques typiques, le manganèse(II) subit une oxydation par l'air pour former des complexes de Mn(III). Des exemples comprennent [Mn(EDTA)]−, [Mn(CN)6]3− et [Mn(acétylacétonate)3]. Le triphénylphosphine forme un adduit labile 2:1 :
MnCl2 + 2 Ph3P → [MnCl2(Ph3P)2]
Le chlorure de manganèse(II) anhydre sert de point de départ pour la synthèse d'une variété de composés du manganèse. Par exemple, le manganocène est préparé par réaction du MnCl2 avec une solution de cyclopentadiénure de sodium dans du THF.
MnCl2 + 2 Na(C5H5) ⟶ Mn(C5H5)2 + 2 NaCl.

### Résonance magnétique nucléaire
Des solutions aqueuses de chlorure de manganèse(II) sont utilisées dans la RMN du 31P pour déterminer la taille et la lamellarité des vésicules de phospholipide.
Lorsque du chlorure de manganèse est ajouté à une solution vésiculaire, des ions paramagnétiques Mn2+ sont relâchés, perturbant le temps de relaxation des groupes phospholipides phosphatés et élargissant le signal de résonance du 31P. Seuls les phospholipides situés dans la monocouche la plus externe exposée au Mn2+ prvoquent cet élargissement. L'effet est négligeable avec des vésicules multi-lamellaires, mais pour de grands vésicules uni-lamellaires, une réduction d'environ 50% de l'intensité du signal est observée.

## Occurrence naturelle
La scacchite est la forme naturelle du chlorure de manganèse(II) anhydre. Le seul autre minéral actuellement connu classé comme chlorure de manganèse est la kempite - un représentant du groupe de l'atacamite, un groupe d'oxychlorures.

## Applications
Le chlorure de manganèse est principalement utilisé dans la production de piles électriques sèches. Il est le précurseur du composé antidétonant (méthylcyclopentadiényl)manganèse tricarbonyle.

## Précautions
Le manganisme, ou empoisonnement au manganèse, peut être provoqué par une exposition de longue durée à des poussières ou des fumées de manganèse.